# Tim de Zeeuw
Pour les articles homonymes, voir De Zeeuw.
Pieter Timotheus de Zeeuw, plus connu en tant que Tim de Zeeuw, est un astronome néerlandais, né en 1956, travaillant à l'observatoire de Leyde. Il était, du 1er septembre 2007 au 31 août 2017, le directeur général de l'Observatoire européen austral (ESO).
Il est docteur honoris causa à l'université Claude-Bernard-Lyon-I depuis 2002.
Il est marié à l'astrophysicienne Ewine van Dishoeck,.
L'astéroïde (10970) de Zeeuw a été nommé en son honneur.